# Phrixothrix peruanus
Phrixothrix peruanus är en skalbaggsart som beskrevs av Wittmer 1963. Phrixothrix peruanus ingår i släktet Phrixothrix och familjen Phengodidae. Inga underarter finns listade i Catalogue of Life.